# Nedeżów
Nedeżów – wieś w Polsce położona w województwie lubelskim, w powiecie tomaszowskim, w gminie Jarczów.
W latach 1975–1998 miejscowość administracyjnie należała do województwa zamojskiego.
Wieś jest sołectwem w gminie Jarczów. Według Narodowego Spisu Powszechnego z roku 2011 wieś liczyła 243 mieszkańców.
Wierni Kościoła rzymskokatolickiego należą do parafii św. Anny w Gródku.

## Części wsi
| SIMC    | Nazwa         | Rodzaj    |
| ------- | ------------- | --------- |
| 1025172 | Tamten Koniec | część wsi |
| 1025189 | Wygon         | część wsi |

## Historia
Nadeżów, Niedeżów, Nedeżów takich nazw wsi używano w dokumentach źródłowych. Wieś po raz pierwszy wzmiankowana w 1409 roku jako własność Wołczka z Gródka właściciela Gródka, Pienian i Hopkiego, współfundatora kościoła w Gródku do której to parafii należał Nedeżów.
Kolejno właścicielami wsi byli Prędota (1439) następnie Piotr (1464) i Mikołaj (1469) z rodu Wołczków. Wskutek koligacji żeńskich linii rodu wieś przechodzi do Łaszczów będąc w ich posiadaniu w XVI i XVII wieku.
Według spisu miast, wsi, osad Królestwa Polskiego z roku 1827 było tu 50 domostw i 290 mieszkańców wieś należała wówczas do parafii rzymskokatolickiej w Krasnobrodzie.
Spis powszechny z roku 1921 wykazał w Nedeżowie 106 domów oraz 682 mieszkańców, w tym 52 Żydów i 137 Ukraińców.